# Морський вовк (фільм, 1993)
«Морський вовк» (англ. The Sea Wolf) — телефільм. Екранізація однойменного роману Джека Лондона.
Сюжет фільму лише частково відповідає роману Джека Лондона.  
Фільм вийшов на екрани у США 18 квітня 1993 року.

## Сюжет
Головний герой, врятований із потонулого пароплаву екіпажем промислової шхуни, переживає багато труднощів і принижень у боротьбі з морем та непередбачуваним характером капітана, який по праву носить прізвисько Вовк Ларсен. В центрі фільму філософські діалоги головного героя Гемфрі Ван-Вейдена з капітаном шхуни «Привид» Вовком Ларсеном, що показує подвійність людської природи. Низисть і благородство. Боротьба за виживання і справедливість.

## У ролях
- Чарлз Бронсон — Капітан Вулф Ларсен
- Том МакБіт — Латімер
- Крістофер Рів — Гемфрі вен Вейден
- Клайв Ревілл — Томас C. 'Кукі' Магрідж
- Лен Карю — Доктор Пікард
- Марк Сінгер — Джонсон
- Кетрін Стюарт — Флаксен Брюстер

## Сприйняття
Фільм отримав в цілому схвальні відгуки. Видання Variety, зокрема, відмічає вдалий дизайн костюмів (Стефані Нолін), професійність монтажу (Нік Ротундо)  та спецефекти (Майк Везіна).

## Номінації
Представлений до нагороди премією Еммі у категорії «Видатне індивідуальне досягнення у створенні музики для міні-серіалу», 1993.